# ファンキージャグラー
『ファンキージャグラー2』は、2021年10月4日より稼動開始の北電子から発売された6号機のパチスロ機。保安通信協会（保通協）における型式名称は「Sファンキージャグラー2KT」。
機種名に『ファンキー』を名乗るだけあって、レバーONやリプレイ停止音・ビッグボーナス揃い音などにはギターリフなどロック音楽の要素がふんだんに使われている。
1枚から3枚掛けでプレーが可能（どの枚数でも5ラインが有効）・ボーナス時は強制的に2枚掛けプレーとなる。ボーナスの獲得枚数はビッグ(BIG)が約240枚、レギュラー(REG)が約96枚。1000円あたりのゲーム数は約40ゲームほどで、5号機までのジャグラーを継承するゲーム性を楽しめる。
チェリー同時ボーナス抽選があり、順押しで左リールにチェリーが出現・中リールでチェリー並びが否定されるとボーナス確定が濃厚となる。特に左中段チェリーが単独出現した場合は、データ上ビッグボーナスが濃厚である。
筐体上部に「JUGGLER」ランプが搭載されており、ボーナス中の演出もだが当選時に告知アクションを起こす事がある。
ランプ告知のうち先告知と後告知の比率は1：3となっているが、本機種ではそこに派手なプレミア演出も絡む事が魅力の一つである（後述）。後告知の際は50％の割合で、効果音（いわゆる「ガコッ」音）が発生する。

## ボーナス確率
BIGは7絵柄揃い、REGは7・7・BARの1種類ずつ。BAR絵柄揃いはチャンス目（ボーナス確定告知目）。7絵柄は透過デザインになっており、目押しの目安ともなっている。
表の数値は、全てメーカー発表値。
| 設定 | BIG確率 | REG確率 | 合成確率 | 機械割 |
| ---- | ------- | ------- | -------- | ------ |
| 1    | 1/266.4 | 1/439.8 | 1/165.9  | 97.0%  |
| 2    | 1/259.0 | 1/407.1 | 1/158.3  | 98.5%  |
| 3    | 1/256.0 | 1/366.1 | 1/150.7  | 99.8%  |
| 4    | 1/249.2 | 1/322.8 | 1/140.6  | 102.0% |
| 5    | 1/240.1 | 1/299.3 | 1/133.2  | 104.3% |
| 6    | 1/219.9 | 1/262.1 | 1/119.6  | 109.0% |

### プレミア演出・音楽（6号機）
本機にはリール明滅や独特の効果音を含めた、プレミアパターンが装備されている。
- まろ吉マシンガン - 告知ランプ点灯後のプレーでリプレイ絵柄（まろ吉）が揃い「ワワワワン！」といななき絵柄が点滅する
- テンパイレッツゴー - 7絵柄がテンパイすると同時に「レッツゴー！」の声がかかり激しく点滅する
- ガコバズーカ - 左中段にチェリーが停止してから、出玉カウント表示の中央デジタル数字がカウントダウンを始めてゼロになるとバズーカ音が響く
- SPドリフトストップ - 告知ランプ点灯後のレバーONでエンジン音が鳴り、ボタン停止ごとにドリフト音が発生
- GOGO!エレキ点滅 - うなるエレキギター音と共に、告知ランプが激しく明滅する。発生するタイミングは、コインBET時・レバーON時・第一ボタン停止時・第二ボタン停止時のいずれかとなる
- ドリフト告知 - 第三ボタンを離した際の後告知で、ドリフト音が発生
- ガコマシンガン - 第二停止時に、ガコッ音が響きつつ高速の明滅が発生
- 7セグ点灯 - 第一停止時から、ボタン停止で7を揃えるごとに効果音と共に中央デジタル数字欄にも7の表示が揃う

- 前回のボーナスゲームから特定のゲーム数でビッグボーナスに当選すると、BGMが変化する。
  - 前回ボーナス終了後、1ゲーム目でビッグボーナス当選 - 軍艦マーチ・ファンキージャグラーバージョン
  - 前回ボーナス終了後、ゾロ目のゲーム数で100ゲーム以内にビッグボーナスに当選 -  運命・星条旗よ永遠なれのいずれか
- 上記の「まろ吉マシンガン」が発生してからのビッグボーナス揃い - 子犬のワルツ